# 10-cm-Gebirgshaubitze M. 99
Die 10-cm-Gebirgshaubitze M.99 (Abkürzung für: 10 cm Gebirgshaubitze Modell 1899) war ein Geschütz der mittleren Artillerie der Österreichisch-Ungarischen Artillerie im Ersten Weltkrieg. Es konnten sowohl Schrapnell als auch Granaten verschossen werden.
Zu Beginn des Krieges galt das Geschütz bereits als technisch veraltet, so besaß sie ein Rohr aus Stahlbronze. Die Gebirgshaubitze basierte auf der 10-cm-Feldhaubitze M.99. Sie wurde im Gegensatz zur Feldhaubitze nur in geringen Stückzahlen produziert. Die Waffe galt als präzise, aber nicht stark genug, um Bunker wirkungsvoll anzugreifen. Ersetzt wurde die Waffe durch die 10-cm-Gebirgshaubitze M. 08. Diese verwendete das gleiche Kaliber, war aber mit einem deutlich moderneren Verschluss versehen.